# Huta (województwo dolnośląskie)
Huta (niem. Hüttenguth) – wieś w Polsce położona w województwie dolnośląskim, w powiecie kłodzkim, w gminie Bystrzyca Kłodzka.

## Położenie
Huta to mała wieś leżąca na północno-wschodniej krawędzi wierzchowiny Gór Bystrzyckich, w górnej części doliny potoku Szczawina, na wysokości około 750–810 m n.p.m.

## Podział administracyjny
W latach 1975–1998 miejscowość należała administracyjnie do województwa wałbrzyskiego.

## Historia
Od połowy XV wieku w miejscu wsi działała huta szkła, ale pierwsza wzmianka o miejscowości Huta pochodzi z 1571 roku, kiedy to stała się ona własnością rodziny Peschke. W XVII wieku wieś została włączona do dóbr gorzanowskich należących do rodziny von Herberstein. W latach 1660–1684 wieś wyludniła się z powodu rozruchów chłopskich, 1789 została ponownie zasiedlona przez właścicieli. Z tego okresu pochodzi obecny układ architektoniczny miejscowości, unikatowy w tym rejonie: 22 domy stoją w równych odstępach po jednej stronie strumienia, po drugiej stronie jest tylko szkoła i leśniczówka. W pobliżu wsi z rozkazu Fryderyka Wilhelma II w latach 1790–1795 wzniesiono Fort Wilhelma. W XIX wieku Hutę przyłączono do Wójtowic, potem stała się kolonią Szczawiny, po II wojnie światowej przez pewien czas była przyłączona do Starej Łomnicy.
1,8 km na południe od Huty, na trasie zielonego szlaku (), w kierunku na Wójtowską Równię i Fort Wilhelma znajduje się górska kaplica Maryi Wspomożycielki w Wójtowicach (niem. Maria-Hilf-Kapelle, Schneider-Kapelle, Schneiderkirchlein, Kościółek Krawca) wybudowana w 1862 z fundacji Franciszka Prausego, rozbudowana w 1877; położona w Górnych Wójtowicach, na wysokości około 720 m n.p.m. (50.315322 N, 16.542081 E); przy kaplicy znajdują się zniszczone stacje kalwarii.

## Szlaki turystyczne
Przez Hutę przechodzą dwa szlaki turystyczne:
- Gorzanów – Stara Łomnica – Huta – Młoty – Spalona – Schronisko PTTK „Jagodna” – Bystrzyca Kłodzka,
- droga Szklary-Samborowice – Jagielno – Przeworno – Gromnik – Biały Kościół – Żelowice – Ostra Góra – Niemcza – Gilów – Piława Dolna – Góra Parkowa – Bielawa – Kalenica – Nowa Ruda – Sarny – Tłumaczów – Radków – Skalne Wrota – Pasterka – Karłów – Lisia Przełęcz – Białe Skały – Skalne Grzyby – Batorówek – Batorów – Skała Józefa – Duszniki-Zdrój – Schronisko PTTK „Pod Muflonem” – Szczytna – Zamek Leśna – Polanica-Zdrój – Przełęcz Sokołowska – Łomnicka Równia – Huta – Zalesie – Stara Bystrzyca – Bystrzyca Kłodzka – Pławnica – Szklary – Igliczna – Międzygórze – Jawor – Przełęcz Puchacza.